# Renac
Renac é uma comuna francesa na região administrativa da Bretanha, no departamento Ille-et-Vilaine. Estende-se por uma área de 25,77 km². Em 2010 a comuna tinha 1 050 habitantes (densidade: 40,7 hab./km²).